# Arsène Lupin (série télévisée)
Pour les articles homonymes, voir Arsène Lupin (homonymie).
Ne doit pas être confondu avec Lupin (série télévisée, 2021).
Arsène Lupin est une série télévisée en coproduction française, ouest-allemande, canadienne, belge, hollandaise, suisse, italienne et autrichienne en 26 épisodes de 55 minutes, créée d'après le personnage de Maurice Leblanc, coproduite en France par Jacques Nahum pour l'ORTF, et diffusée du 18 mars 1971 au 16 février 1974 sur la deuxième chaîne de l'ORTF, et au Québec à partir du 7 juin 1971 à la Télévision de Radio-Canada. Elle est rediffusée sur TMC en juin et juillet 2021 (20 épisodes sur 26), puis depuis octobre 2021 sur TV Breizh.
Cette série met en scène les exploits du célèbre gentleman-cambrioleur.

## Fiche technique
- Création : Jacques Nahum
- Écrit par : Claude Brulé
- Musique : Jean-Pierre Bourtayre
- Arrangements : Jean-Daniel Mercier
- Producteurs : Jacques Nahum, Cyril Grise, Philippe Modave
- Sociétés de production : ORTF ( France), Mars International Production ( France), Société nouvelle Pathé ( France)
- Coproduction : WWF (de) ( Allemagne de l'Ouest), ORF ( Autriche)
- Genre : policier
- Date de première diffusion : 18 mars 1971 au 16 février 1974

## Distribution
- Georges Descrières : Arsène Lupin
- Marthe Keller : Natacha
- Roger Carel : commissaire Guerchard
- Yvon Bouchard : Grognard
- Henri Virlogeux : Herlock Sholmès
- Marc Dudicourt (saison 1) puis Yves Barsacq (saison 2) : Wilson (le « cher et fidèle ami » de Sholmès)
- Bernard Lavalette : le préfet de police (saison 1, épisode 2)
- Raymond Gérôme : le préfet de police (à partir de l'épisode 3 de la saison 1)
- Bernard Giraudeau : Isidore Beautrelet

et Janine Patrick, Étienne Samson, Raoul de Manez, Raymonde Sartène, Rhya Marten, Roger Dutoit

## Rediffusions
La série connaît un certain nombre de rediffusions :
- du 26 avril 1975[4] au 17 avril 1976[5] sur TF1.
- de la saison 1 du 9 mai 1977[6] au 25 juillet 1977[7] sur Antenne 2.
- de la saison 2 du 22 juillet 1978[8] au 7 octobre 1978[9] sur TF1.
- de la saison 2 du 23 mai 1986[10] au 30 décembre 1986[11] sur TF1.
- à partir du 29 septembre 1987 sur La Cinq.
- du 27 octobre 1988[12] au 12 mai 1989[13] sur TF1.
- du 19 avril 1991[14] au 18 juin 1991[15] sur Antenne 2.
- du 24 juin 1995[16] au 31 août 1995[17] sur La Cinquième.
- du 8 septembre 1997[18] au 21 octobre 1997[19] sur France 3.
- du 12 juin 2021 à juillet 2021 sur TMC.

Depuis Octobre 2021 sur Tv Breizh.

## Épisodes

### Première saison (1971)
1. Le Bouchon de cristal
2. Victor, de la brigade mondaine
3. Arsène Lupin contre Herlock Sholmes
4. L'Arrestation d'Arsène Lupin
5. L'Agence Barnett
6. La Demoiselle aux yeux verts
7. La Chaîne brisée
8. La Femme aux deux sourires
9. La Chimère du calife
10. Une femme contre Arsène Lupin
11. Les Anneaux de Cagliostro
12. Les Tableaux de Tornbüll
13. Le Sept de cœur

### Deuxième saison (1973-1974)
1. Herlock Sholmes lance un défi
2. Arsène Lupin prend des vacances
3. Le Mystère de Gesvres
4. Le Secret de l'aiguille
5. L'Homme au chapeau noir
6. L'Écharpe de soie rouge
7. La Demeure mystérieuse
8. Les Huit Coups de l'horloge
9. La Dame au chapeau à plumes
10. La Danseuse de Rottenburg
11. Le Film révélateur
12. Double Jeu
13. Le Coffre-fort de madame Imbert

## Commentaires
Si bon nombre des titres de romans ou nouvelles de Maurice Leblanc se retrouvent dans la série, les histoires ont été néanmoins modifiées, certaines étant très librement adaptées.
Avant Georges Descrières, divers acteurs furent envisagés pour le rôle-titre : Philippe Nicaud, Pierre Vernier, Jean-Pierre Cassel ou Jean Piat.
Le premier épisode Le Bouchon de cristal fut filmé en 1969 dans la demeure de Louise de Vilmorin.
À noter que les chansons du générique, L'Arsène (1re série) et Gentleman-Cambrioleur (2e série), composées par Jean-Pierre Bourtayre sur des textes de Jacques Lanzmann (L'Arsène) puis Yves Dessca et Alain Boublil (Gentleman cambrioleur) et interprétées par Jacques Dutronc, ont connu un grand succès.
En 1971, le réalisateur Jean-Pierre Melville envisageait de faire un film Arsène Lupin pour le cinéma avec Alain Delon dans le rôle titre. Le projet avorta sans que l'on sache si l'adaptation télévisée en fut la cause.
En 1980, Jean-Claude Brialy a pris la succession de Georges Descrières dans la peau d’Arsène Lupin. Quelques années plus tard, à la fin de la décennie, François Dunoyer a pris son relais dans Le Retour d’Arsène Lupin. Jacques Nahum, déjà aux origines de la première série, était dans l’équipe de production. Robert Lamoureux et Romain Duris ont également interprété le rôle-titre, cette fois-ci pour le cinéma.
Dans l’épisode « Les Huit Coups de l'horloge », Georges Descrières partage l'affiche avec Corinne Le Poulain, qui deviendra plus tard sa partenaire dans Sam et Sally (Saison 1-1978) et, dans l'épisode « L'homme au chapeau noir », Georges Descrières partage cette fois-ci l'affiche avec Nicole Calfan qui sera la seconde Sally dans Sam et Sally (Saison 2-1980).

## Produits dérivés

### DVD
- Arsène Lupin, volume 1 (26 mai 2005)
- Arsène Lupin, volume 2 (27 avril 2006)
- Arsène Lupin, volume 3 (7 novembre 2007)
- Arsène Lupin, l'intégrale - 9 DVD (1er octobre 2010)
- Arsène Lupin, l'intégrale avec Georges Descrières - 8 DVD (7 octobre 2015), version restaurée. Édition Koba Films.